# Ctenotus gagudju
Ctenotus gagudju este o specie de șopârle din genul Ctenotus, familia Scincidae, descrisă de Sadlier, Wombey și Braithwaite 1986. A fost clasificată de IUCN ca specie cu risc scăzut. Conform Catalogue of Life specia Ctenotus gagudju nu are subspecii cunoscute.